# Rue des Baconnets
La rue des Baconnets est une voie de la commune française d'Antony dans les Hauts-de-Seine.

## Situation et accès
Cette voie, d'une longueur de 525 m mène de la rue Mirabeau à la rue de la Fontaine-Mouton, à double-sens de circulation automobile.
Cette rue est desservie par la gare des Baconnets, sur la ligne B du RER d'Île-de-France, station créée en 1958  pour desservir le quartier du Grand ensemble et le quartier du Breuil.
En partant de la rue Mirabeau, cette voie croise à droite :
- l'allée Suzanne ;
- la rue Michel-Ange ;

- la rue Paul-Cézanne ;
- l'impasse des Saubergeaux ;
- la rue des Tilleuls ;
- la rue Maurice-Brouard ;
- l'allée du Gange ;
- le passage vers l'allée de l'Escaut ;

et, à gauche :
- la rue Léonie ;
- la rue Alphonsine ;
- l'allée des Fauvettes ;
- le chemin Potier ;
- la rue de l'Aunette ;
- la rue Rameau ;
- l'allée du Rhône ;
- la rue de la Caspienne.

## Origine du nom
« Les Baconnets » est un lieu dit local, qui prit une existence officielle lorsque le 4 mars 1791, puis le 20 juin 1796 (2 Messidor an V) avec des modifications, fut établie une division de la commune en neuf sections, dont « Le Baconnet » . On relève aussi dans ses environs les lieudits « Sur la fontaine des Baconnets » et « Au-dessus des Baconnets ».
L'origine de ce nom n'est pas certain. Une première hypothèse vient de ce qu'en ancien français, le mot « bacon » signifie « lard salé ». Il s'agit peut-être du chemin que parcouraient les baconniers qui, après avoir tué les porcs et les avoir salés, les transportaient à Paris. Il y avait en effet au Moyen Âge un important troupeau de porcs, jusque 200 bêtes, dans les bois de Verrières. L'abbaye de Saint-Germain faisait une grande consommation de cette viande. Une autre hypothèse, vient de ce que le nom parfois écrit « braconnet » pourrait provenir de bracconnier, non pas celui qui tue le gibier sans en avoir le droit, mais du nom du valet qui conduisait les chiens de chasse : en termes de vénerie, « braconner » signifie « chasser avec des braques ».

## Historique
Cette voie est l'une des plus anciennes d'Antony, c'est le dernier tronçon encore existant du grand chemin rural no 17 qui reliait la voie des Morues (rue Adolphe-Pajeaud) à la nationale 20. Elle n'est cependant classée dans la voirie urbaine que depuis le 21 décembre 1965.

## Pour approfondir